# Octaaf (versvorm)
Een octaaf is een versvorm bestaande uit 2 kwatrijnen, oftewel 8 verzen.
Het meest gebruikte rijmschema is a b b a a b b a. Sonnetten bestaan vaak uit een octaaf en een sextet. De eerste acht regels vormen een octaaf, de laatste zes vormen een sextet.
distichon (2 versregels) · terzine (3 versregels) · kwatrijn (4 versregels) · kwintijn (5 versregels) · stanza (5 of meer versregels) · sextet (6 versregels) · octaaf (8 versregels) · sonnet (specifieke dichtvorm bestaande uit 14 versregels) · vrije poëzie (zonder vaste dichtvorm)